# Geelsnavelhoningvogel
De geelsnavelhoningvogel (Dicaeum erythrorhynchos) is een kleine fruitetende vogel in India. De roep van deze vogel is een korte tik.

## Verspreiding en leefgebied
De vogel is inheems in Bangladesh, India, Myanmar, Nepal en Sri Lanka.
De soort telt twee ondersoorten:
- D. e. erythrorhynchos: India, de zuidelijke Himalaya, Bangladesh en Myanmar.
- D. e. ceylonense: Sri Lanka.

De soort is algemeen en kan vaak worden gezien in tuinen met vruchtenbomen.